# Strangalomorpha crebrepunctata
Strangalomorpha crebrepunctata är en skalbaggsart som först beskrevs av J. Linsley Gressitt 1939.  Strangalomorpha crebrepunctata ingår i släktet Strangalomorpha och familjen långhorningar. Inga underarter finns listade i Catalogue of Life.